# トピレックプラザ
トピレックプラザ (TOPYREC PLAZA ) は、東京都江東区南砂六丁目に所在する複合商業施設。
トピー工業の子会社である株式会社トピーレックが管理・運営する。

## 概要
葛西橋通りに面したこの地には、かつてトピー工業東京製造所が立地していた。
その跡地に1975年4月、ゴルフ練習場・テニスクラブ・スイミングクラブなどのスポーツ施設「トピレックプラザ」が開業した。1977年7月には、敷地内に商業施設としてイトーヨーカドー南砂町店が開店した。
1990年代後半に入ると、隣接する高層マンション建設計画に付随して、当施設のリニューアルが計画されたのに伴い、イトーヨーカドーは閉店し、建物は一旦解体された。
建て替え後、2000年6月にスポーツ施設のリニューアルが完了し、スポーツクラブ「オッソ」が先行開業。同年11月29日にはジャスコ (GMS・現在はイオンスタイル) 、ドイト（ホームセンター）、ラウンドワン（アミューズメント施設）を核店舗とした商業施設が開店したことでリニューアルが完了した。商業施設には飲食店、書店、学習塾等も入居する。
南砂エリアの核となっているのみならず、区内各所および周辺各区からも買い物客が訪れる。時折イベントも開催されることがあり、休日には家族連れで賑わう。
南砂町駅に設置されている看板には「暮らしの便利を集めました」と表記されている。

## 店舗

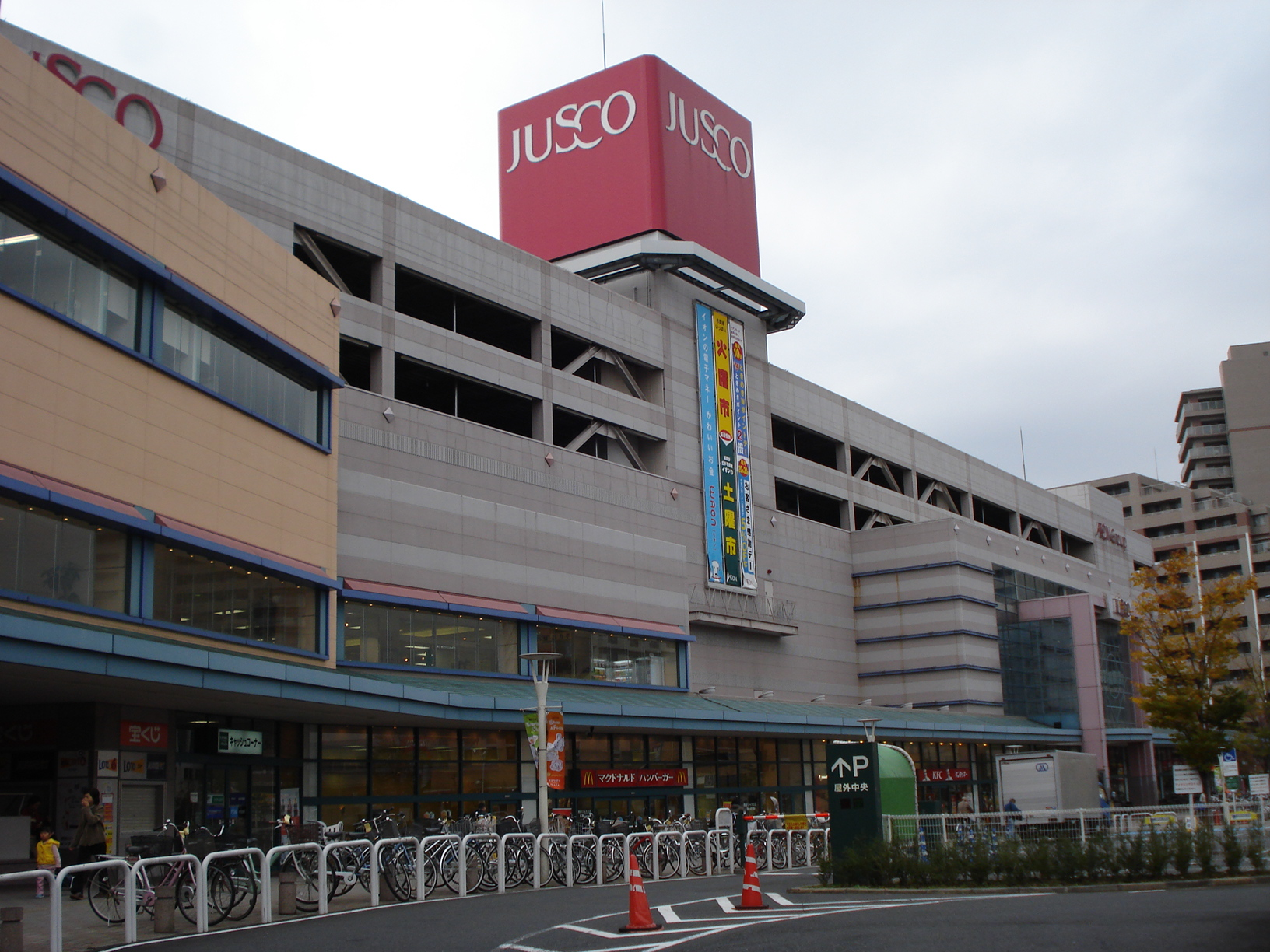
ジャスコ館
（現：イオン館・2007年撮影）

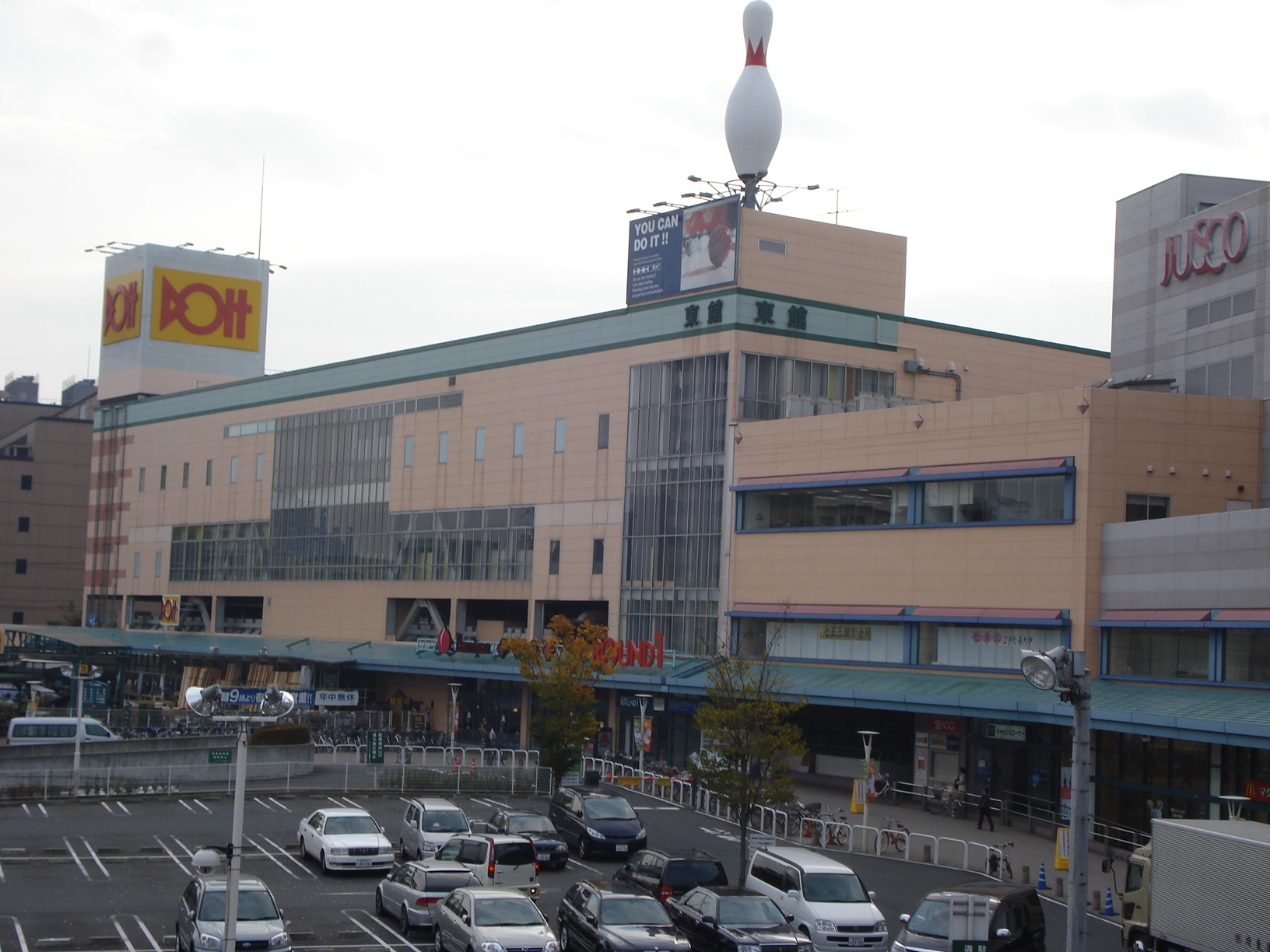
東館

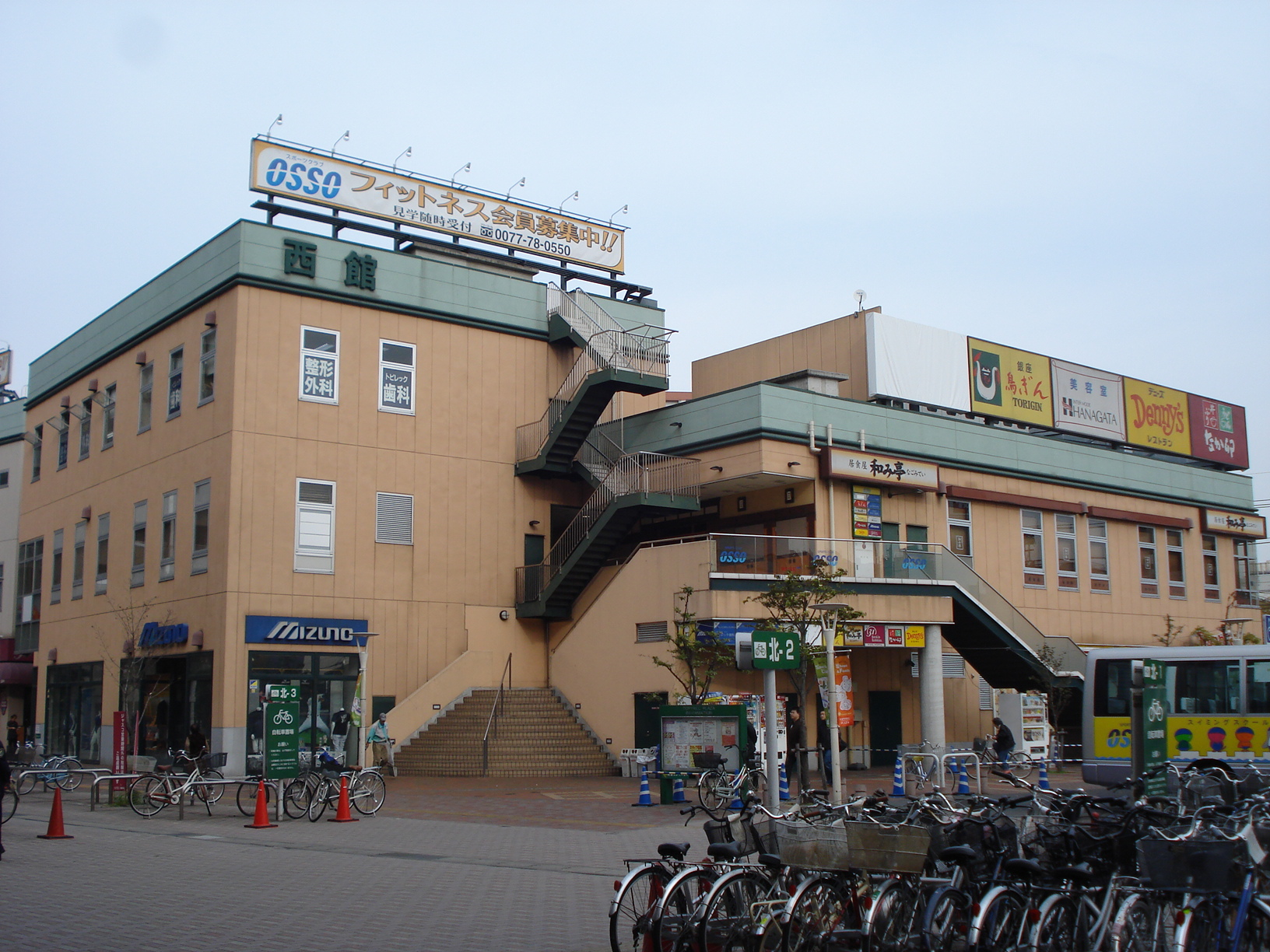
西館

トピレックプラザは、「イオン館」「東館」「西館」の3棟の建物に分かれている。ただし、イオン館と東館は2階部分の連絡通路を介してつながっている。
出店店舗の詳細については公式サイト「ショップガイド」を参照。
- イオン館
  - イオンスタイル南砂（2011年2月28日まではジャスコ南砂店、2017年6月14日まではイオン南砂店）
  - 未来屋書店
  - スターバックスコーヒー
  - マクドナルド
  - ケンタッキーフライドチキン
  - イオンペット
  - サイゼリヤ
  - すなまち食堂（フードコート）
    - はなまるうどん
    - リンガーハット
    - Mariano（ベジスパゲッティ）
    - GelaFru（クレープ、タピオカ）

  - ハイテククリーニング Kano
  - カメラのキタムラ (DPE)
  - プチラクゼ（リフレクソロジー）
  - ニューステップ（靴）
  - スパッソ（オープンカフェ）
  - イケダヤ（婦人服）
  - 南砂シティデンタルクリニック（歯科）
  - リペアショップ10（靴修理・合鍵）
  - メガネの愛眼
  - ジム オルソ（体操教室）
  - ドコモショップ（携帯電話）
  - B's CUORE（美容）
  - QBハウス（10分間カット専門店）
  - みつばち保険ファーム（保険）
  - ジュエリープラザ（貴金属・金券買取）
  - モーリーファンタジー
  - 栄光ゼミナール
  - パソコン生活応援隊！
  - 宝くじ売場
  - キャッシュコーナー（ゆうちょ銀行・みずほ銀行・東和銀行各行のATMおよびクレディセゾンクレジットサービスのCD機）
- 東館
  - コーナン　ドイト南砂店（ホームセンター） （旧・ドイト南砂店。コーナンへ譲渡・改装のため2020年1月27日より休業、2月19日営業再開）
  - ラウンドワン（ボウリング・カラオケ・アミューズメント）
  - バーミヤン
- 西館
  - オッソ（スポーツクラブ・スイミングスクール）
  - スエヒロ館（焼肉）
  - 海鮮三崎港
  - サーティワンアイスクリーム
  - デニーズ
  - なか卯 （和風牛丼・うどん）
  - 鳥ぎん（釜飯・焼き鳥）
  - にくスタ（ステーキ、ハンバーグ）
  - ラーメン魁力屋（ラーメン）
  - インターモード花形（美容）
  - タカラ薬局（調剤薬局）
  - 山口整形外科
  - トピレック歯科
- プロムナード屋外店舗
  - カリヴル2020（カリーヴルスト）

## 交通
- 東京地下鉄
  - 東西線南砂町駅2a出口より徒歩5分
- 都営バス
  - 江東図書館入口バス停から1分（陽20系統）
  - 南砂六丁目バス停から1分（亀21系統）
  - 南砂町駅前バス停から5分（亀23、陽20系統）
  - 南砂町駅入口バス停から6分（亀23、陽20、錦22系統）